# Donaudurchbruch bei Weltenburg
Die Weltenburger Enge, auch Donaudurchbruch bei Weltenburg genannt, ist eine etwa 5,5 Kilometer lange Engstelle des Donautals zwischen Kelheim und dem Kloster Weltenburg. Das Geotop liegt entlang der Donau im niederbayerischen Landkreis Kelheim und in der südlichen Frankenalb.
Der bayerische König Ludwig I. stellte die Weltenburger Enge schon 1840 unter Naturschutz. 1938 wurde das 559 Hektar große Naturschutzgebiet Weltenburger Enge eingerichtet, das im Oktober 2022 mit dem 375 Hektar großen Naturschutzgebiet Hirschberg und Altmühlleiten vereinigt wurde. Seit März 2020 ist ein 197 Hektar großes Kerngebiet als Nationales Naturmonument ausgewiesen.

## Beschreibung

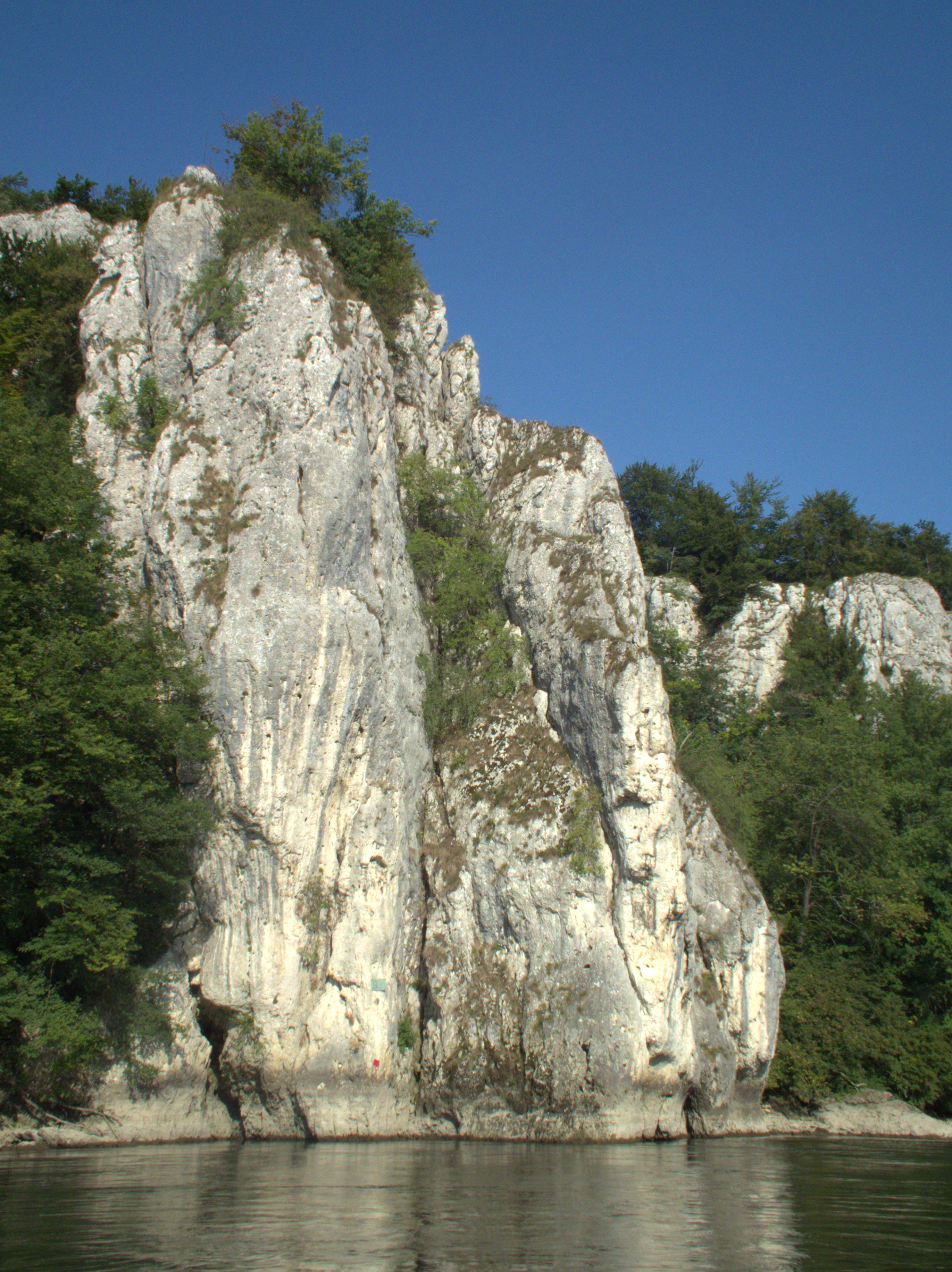
Die Felspartie Bayerischer Löwe beim eigentlichen Donaudurchbruch

Geologisch gehört die Weltenburger Enge zum Oberjura (Kalkstein), also der fossilreichsten Formation Deutschlands, die vor etwa 150 Millionen Jahren abgelagert wurde, als das Gebiet noch ein flaches Meer war.
Das Durchbruchstal wird von bis zu 80 Meter hohen Felswänden begrenzt, in denen zahlreiche kleinere Höhlen liegen. Zwischen der sogenannten Stillen Wand und der Langen Wand verengt sich der Strom bis auf 110 Meter und erreicht eine Wassertiefe von 20 Meter.
Die Kalkstein-Formationen tragen phantasiereiche Namen wie Die drei feindlichen Brüder, Räuberfelsen, Kuchelfelsen, Versteinerte Jungfrau, Bayerischer Löwe, Bischofsmütze, Zwei Sich-Küssende, Römerfelsen, Peter und Paul, Bienenhaus (ein Stein mit Höhlungen wie Bienenwaben), Napoleons Reisekoffer (den er nach einer Sage beim Rückzug vergessen haben soll).
Im Gegensatz zu der enormen Wassertiefe an der Stelle des eigentlichen Durchbruchs befindet sich etwa auf halber Strecke zwischen Kelheim und Weltenburg ein wenig auffälliger Bereich, die sogenannte Wipfelsfurt. Hier ist die seichteste Stelle der Donau zwischen Ingolstadt und Regensburg. Das Gebiet entstand möglicherweise als Folge eines Meteoriteneinschlags beim Ries-Ereignis vor 15 Millionen Jahren.
Durch das Tal führt keine Straße. In der Sommersaison wird es regelmäßig von Ausflugsschiffen durchfahren.

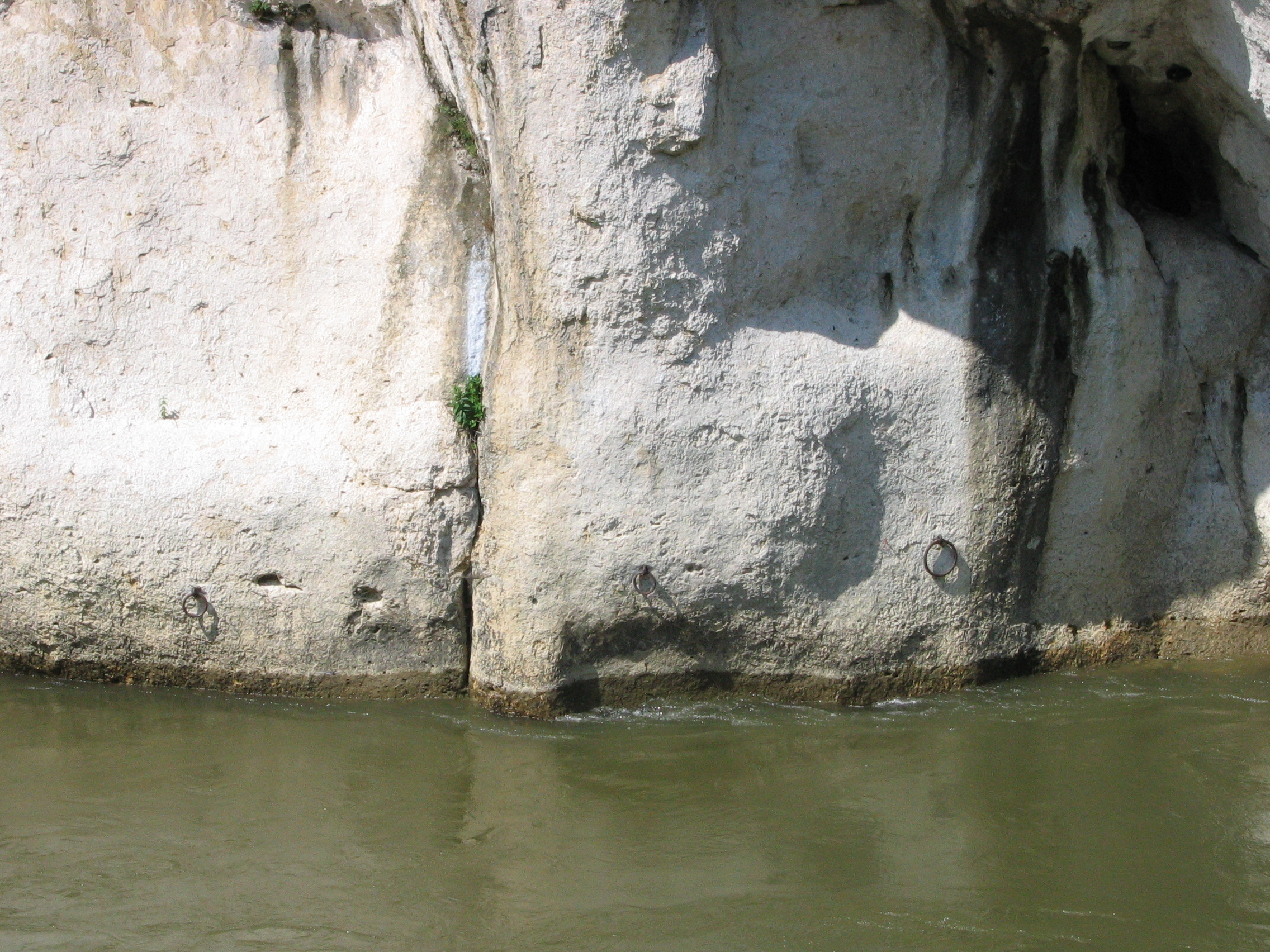
Die Lange Wand, der gefährlichste Durchbruchsfels, mit eingelassenen Ringen
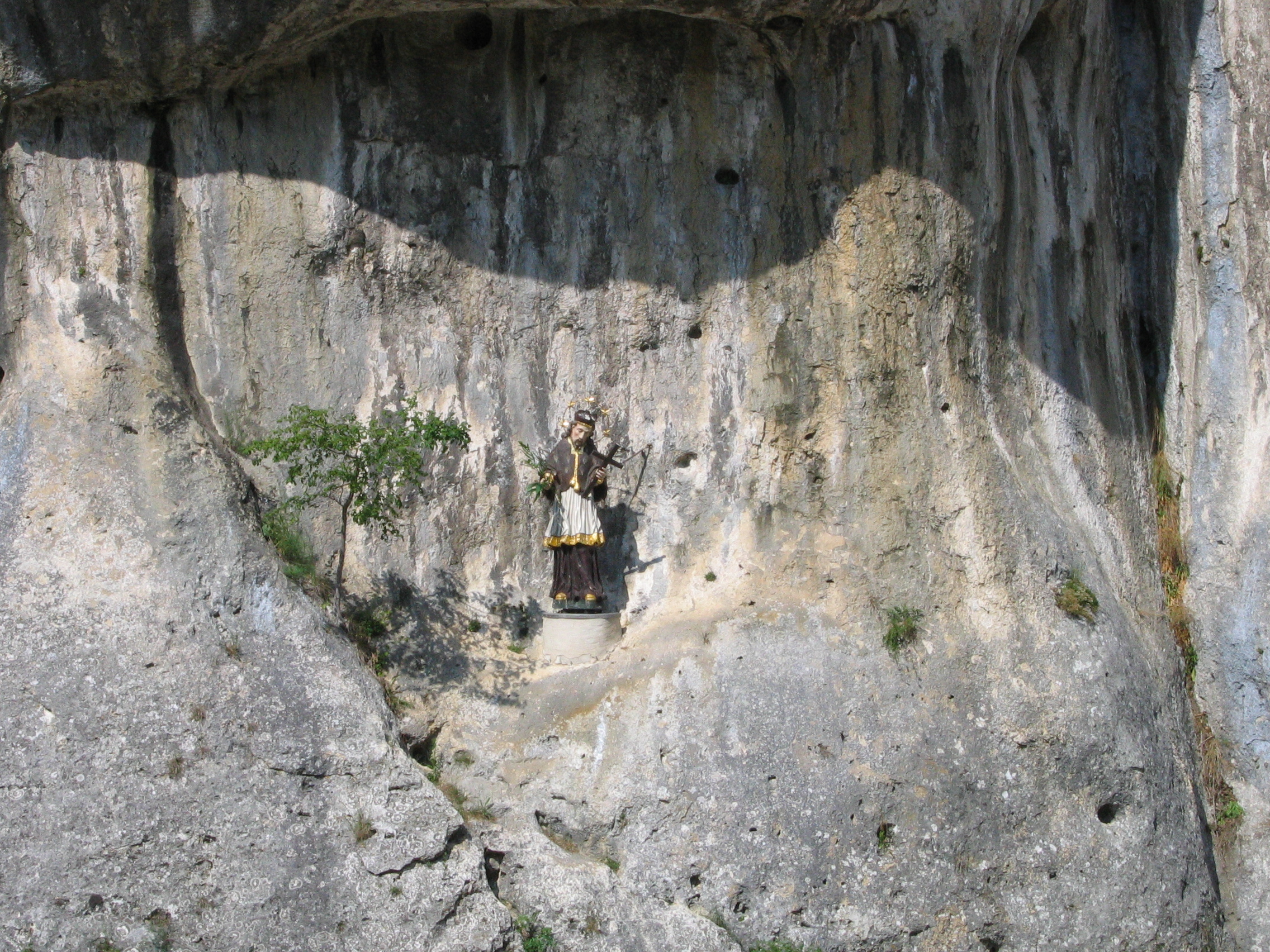
Schutzpatron St. Nepomuk in der Langen Wand

## Entstehung

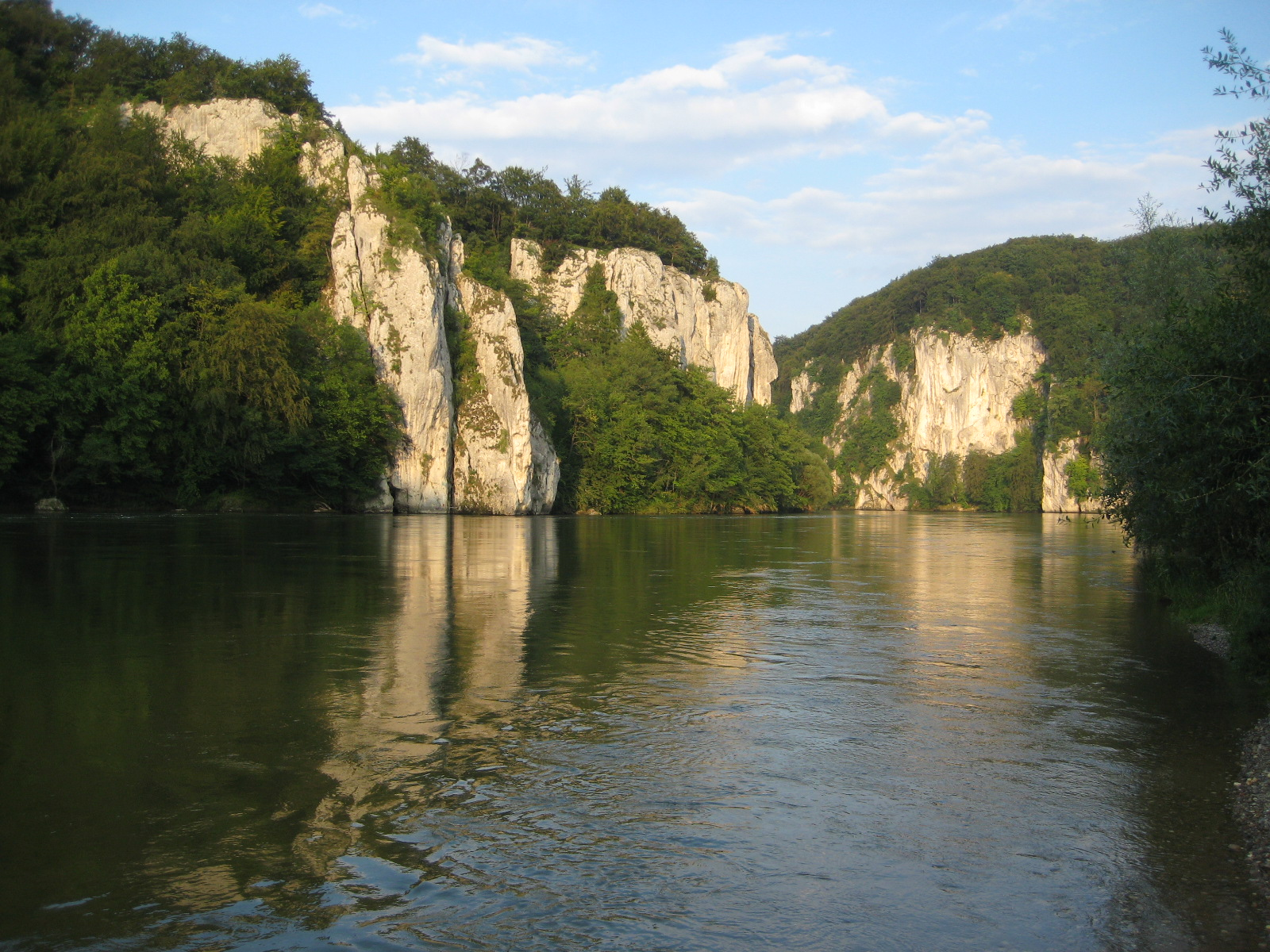
Blick auf den Donaudurchbruch vom Kloster Weltenburg aus

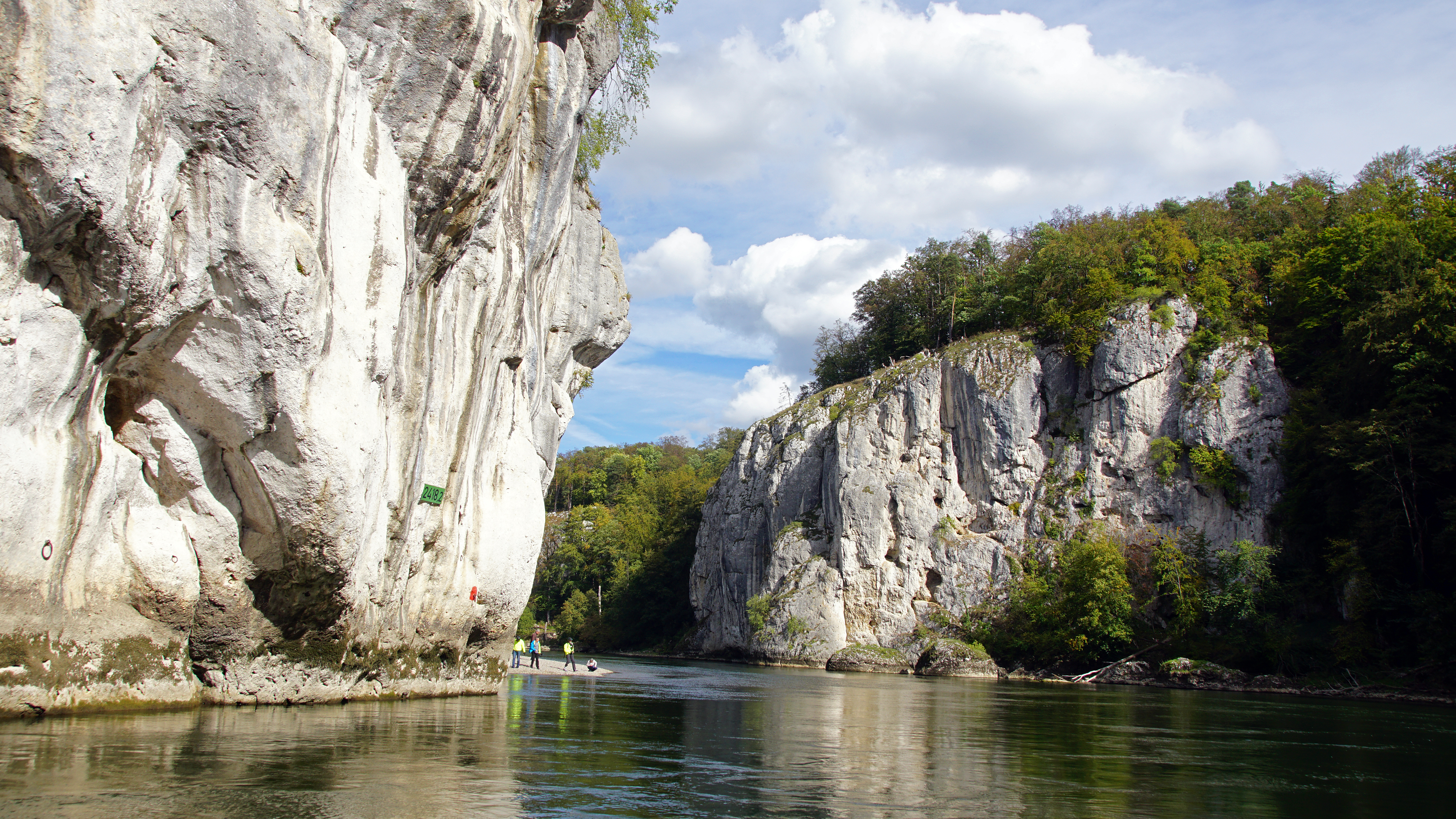
Weltenburger Enge nahe Kloster Weltenburg

Die Bezeichnung „Donaudurchbruch bei Weltenburg“ für die Weltenburger Enge trifft nicht ganz zu, da das Tal im Eiszeitalter nicht von der Donau, sondern von einem ihrer Nebenflüsse bis knapp über das heutige Talniveau antezedent eingeschnitten worden ist. Als Urheber des Durchbruchs wurde der sogenannte Urlech vermutet. Diese These wurde jedoch später korrigiert. Demnach war der Lech stets ein Donauzufluss westlich der Neuburger Enge, während ein von dort nach Osten fließender Nebenfluss der Donau, der sogenannte Neuburger Fluss, den Durchbruch an der Weltenburger Enge geschaffen hatte und so den heutigen Donauverlauf vorwegnahm.
Das ursprüngliche Tal der Donau war das heutige untere Altmühltal. Erst in der vorletzten Kaltzeit, der Riß-Kaltzeit vor etwa 150.000 Jahren, änderte die ursprünglich weiter nördlich entlang der Linie Wellheim – Dollnstein – Eichstätt – Beilngries – Riedenburg fließende Urdonau („Altmühldonau“) ihren Lauf und nutzte nunmehr auch die Rinne der schon bestehenden Weltenburger Enge.
Die Donau war hier also größtenteils nicht selbst am Werk, im Gegensatz zum Donaudurchbruch bei Beuron nahe Sigmaringen in Baden-Württemberg. Bei der Untersuchung der Schotterterrassen stellte man fest, dass sie hier nur die untersten 10–15 Meter ausschürfte, während der Neuburger Fluss vorher schon ein Tal von 180 Meter Tiefe eingegraben hatte.

## Naturschutzgebiet und Geotop

### Naturschutz 1840
Im Jahr 1840 verfügte König Ludwig I. die Erhaltung der Weltenburger Enge, um sie vor einer Zerstörung durch Steinbruchbetriebe zu schützen. Die Weltenburger Enge wurde damals das erste Naturschutzgebiet Bayerns.

### Naturschutzgebiet Weltenburger Enge (1938–2022)
Seit 1938 bestand hier das 559 Hektar große Naturschutzgebiet „Weltenburger Enge“ (WDPA-ID 6977). Durch Landesverordnung vom 14. Mai 1970 ließ das Bayerische Staatsministerium des Innern dieses Gebiet in das Landesnaturschutzbuch eintragen (Katasternummer NSG200.002) und stellte es damit erneut unter Naturschutz. Zur Größe wurde in der Verordnung angegeben: Gesamtlänge 4,6 km, durchschnittliche Gesamtbreite 1,5 km; Fläche etwa 560 Hektar (was allerdings nicht mit 4,6 km × 1,5 km übereinstimmt).
Das Naturschutzgebiet Weltenburger Enge war ein Schutzgebiet der IUCN-Kategorie IV („Biotop-/Artenschutzgebiet“). Am 5. März 1978 wurde es mit dem Europadiplom ausgezeichnet. Im Oktober 2022 wurde es mit dem 375 Hektar großen Naturschutzgebiet Hirschberg und Altmühlleiten (ebenfalls IUCN-Kategorie IV) zum Naturschutzgebiet „Weltenburger Enge, Hirschberg und Altmühlleiten“ zusammengelegt und damit aufgehoben (siehe unten).

### Geotop
Die Weltenburger Enge wird vom Bayerischen Landesamt für Umwelt auch als Geotop geführt (Geotop-Nr. 273R005). Das Geotop ist laut dem Landesamt 5,5 Kilometer lang und 400 Meter breit, was einer Fläche von 220 Hektar entspricht. Im Jahr 2002 wurde es vom Bayerischen Umweltministerium mit dem offiziellen Gütesiegel „Bayerns schönste Geotope“ ausgezeichnet.
Im Jahr 2006 erfolgte die Aufnahme in die Liste der 77 ausgezeichneten Nationalen Geotope Deutschlands.

### Nationales Naturmonument (seit 2020)
Durch Verordnung der bayerischen Staatsregierung vom 11. Februar 2020, die am 1. März 2020 in Kraft trat, wurde ein 197 Hektar großes Gebiet als Nationales Naturmonument „Weltenburger Enge“ ausgewiesen. Es ist ein Schutzgebiet der IUCN-Kategorie III (WDPA-ID 555701532). Der Landschaftspflegeverband Kelheim VöF war in die Ausarbeitung eines Konzepts für das Nationale Naturmonument eingebunden.

### Naturschutzgebiet „Weltenburger Enge, Hirschberg und Altmühlleiten“ (seit 2022)
Die Weltenburger Enge ist Teil des 934 Hektar großen FFH-Gebiets „‚Weltenburger Enge‘ und ‚Hirschberg und Altmühlleiten‘“, das im April 2016 eingerichtet wurde (WDPA-ID 555521823). Es zählt zu den Natura-2000-Gebieten (Natura-2000-Gebiet Nr. 7136-301).
In der Folge wurden die Naturschutzgebiete „Weltenburger Enge“ und „Hirschberg und Altmühlleiten“ durch Verordnung am 21. Oktober 2022 zum 934 Hektar großen Naturschutzgebiet „Weltenburger Enge, Hirschberg und Altmühlleiten“ zusammengelegt, Kennung: NSG-00759 (200.080). Zugleich wurden die beiden vormals separaten Naturschutzgebiete „Weltenburger Enge“ und „Hirschberg und Altmühlleiten“ aufgehoben.

### Konflikt mit dem Tourismus

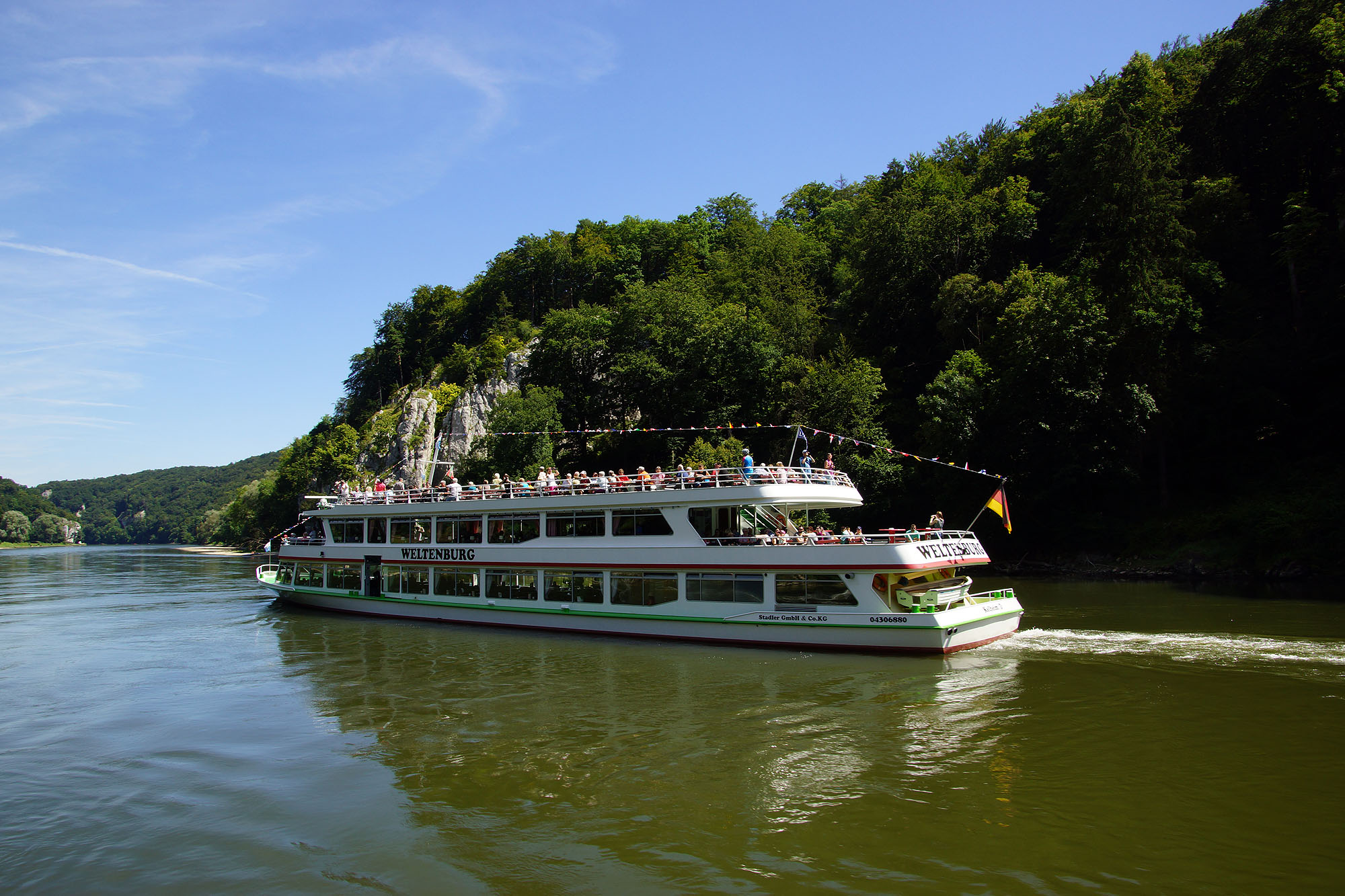
Das Fahrgastschiff Weltenburg in der Weltenburger Enge (2016)

Im März 2022 wurde berichtet, dass ein Gutachten für den Europarat (der das Naturschutzgebiet Weltenburger Enge mit dem Europadiplom ausgezeichnet hatte) eine Verbesserung des Naturschutzes in dem Gebiet forderte. Das Gebiet werde in der warmen Jahreszeit oft von tausenden Touristen am Tag überrannt. Viele von ihnen befuhren die Donau: in den Ausflugsschiffen, in den Zillen, die beim Kloster Weltenburg als Fähren eingesetzt werden, teils auch mit eigenen Schlauchbooten oder Kanus. Konkret forderte das Gutachten die Sperrung des rechten Donauufers für Wanderer, Spaziergänger, Paddler und Angler, ein Betretungsverbot in Abschnitten des linken Donauufers und Beschränkungen für die Schifffahrt.
Das Gutachten entsprach den Forderungen der Umweltverbände. Der Landesbund für Vogel- und Naturschutz in Bayern, der Bund Naturschutz und der Landesfischereiverband Bayern reichten im September 2022 Klage gegen die Schifffahrt in der Weltenburger Enge ein. Es seien zu viele Schiffe und ihre Geschwindigkeit sei zu hoch. Die Genehmigung von bis zu 2950 Passagierschifffahrten zwischen Kelheim und Kloster Weltenburg pro Sommerhalbjahr sei mit dem Naturschutz nicht vereinbar. Die Klagen waren im März 2023 noch anhängig.

## Sehenswürdigkeiten der Umgebung

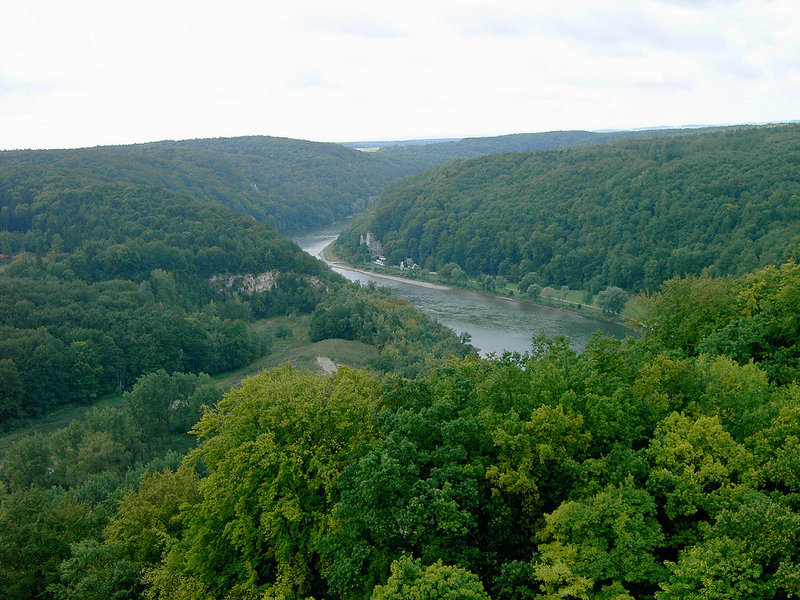
Überblick vom Michelsberg über das Durchbruchsgebiet

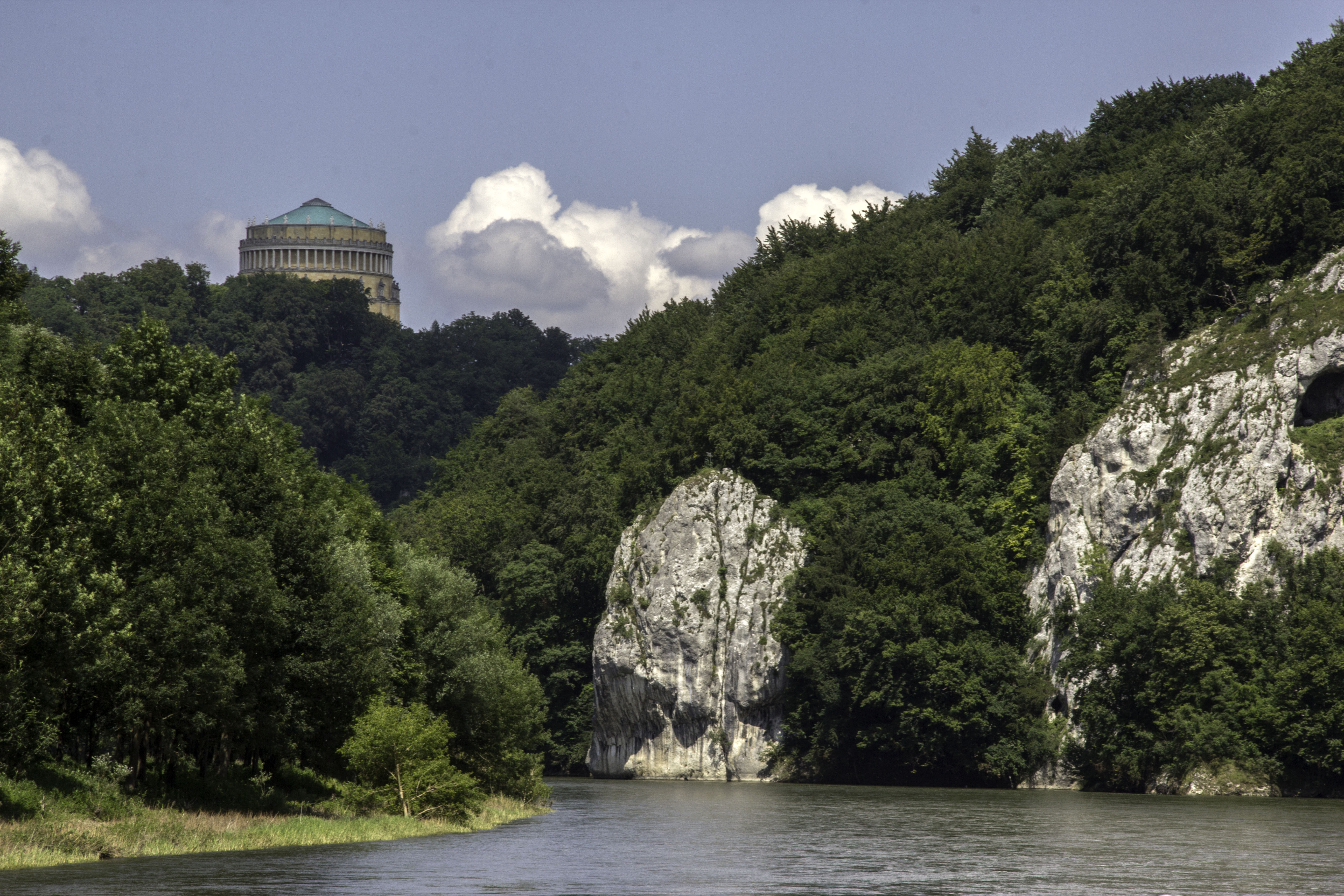
Blick durch den Donaudurchbruch auf die Befreiungshalle

Durch das Gebiet führen neben bekannten Fernwanderwegen wie dem Jakobsweg, dem Jurasteig und Altmühltal-Panoramaweg auch zahlreiche lokale Wanderwege von Kelheim zum Kloster Weltenburg.
Nordöstlich des Durchbruchs erhebt sich auf dem Michelsberg die Befreiungshalle.
Stromabwärts vor Kelheim befindet sich das Klösterl, ein auf eine Einsiedelei von 1450 zurückgehendes ehemaliges Kloster, dessen 1603 neu erbaute Höhlenkirche mit natürlichem Felsdach im Inneren eine Besonderheit unter den europäischen Felsenkirchen darstellt. Seine Fresken sind stark beschädigt.
Südwestlich der Abtei Weltenburg liegen die Reste des Römerkastells Abusina in Eining, das den am gegenüberliegenden Ufer endenden Obergermanisch-Raetischen Limes sicherte.